# Föritztal
Föritztal é um município da Alemanha, situado no distrito de Sonneberg, no estado da Turíngia. Tem 98,5 km² de área, e sua população em 2019 foi estimada em 8.741 habitantes. Foi formado em 6 de julho de 2018, após a fusão dos antigos municípios de Föritz, Judenbach e Neuhaus-Schierschnitz.